# Temnothorax mangzhong
Temnothorax mangzhong (лат.) — вид мелких муравьёв рода Temnothorax из подсемейства мирмицины (Formicidae). Встречается в Китае.

## Этимология
Видовое название T. mangzhong происходит от слова «Mángzhòng» (芒種, «мэнчжун», «зерно в колосе»), обозначающего один из 24 сроков (знаков зодиака) традиционного Китайского солнечного календаря (знак Близнецы, с 6 июня).

## Распространение и экология
Китай: Юньнань. Этот вид обитает в полувлажных вечнозелёных широколиственных лесах на высоте 2000 м над уровнем моря и фуражирует на деревьях.

## Описание
Мелкие муравьи (около 3 мм), основная окраска тела красновато-коричневая (голова и брюшко чёрные). Новый вид сходен с T. jingzhe, но отличается тем, что у нового вида верхняя поверхность головы густо пунктирована между продольными бороздками на центральной области, постеродорсальный угол проподеума прямо отогнут, петиолярный узел относительно длиннее с широко округлым дорсумом, а цвет тела красновато-коричневый, голова и брюшко чёрные; у T. jingzhe дорсум головы без точечной скульптуры между продольными бороздками на центральной области, постеродорсальный угол проподеума остро отогнут, петиолярный узел относительно короче с узко закруглённым дорсумом, цвет тела чёрный. Новый вид также сходен с T. congruus (Smith, 1874), но отличается от него проподеальными шипами, прямо отогнутыми при виде сбоку, петиолярным узлом, симметричным и почти полукруглым, пронотальными сторонами сетчатыми, дорсум головы мелко морщинистый; у T. congruus проподеальные шипы остро зазубрены при виде сбоку, петиолярный узел асимметричный и почти треугольный, пронотальные стороны продольно морщинистые, верх головы крупно морщинистый. Брюшко гладкое и блестящее. Усики 12-члениковые. Вид был впервые описан в 2024 году китайскими мирмекологами Yu-Han Qian и Zheng-Hui Xu (Southwest Forestry University, Куньмин, Юньнань) по типовым материалам из Китая.

### Комментарии
1. ↑  В западном календаре это соответствует второй половине зодиакального знака Близнецы (с 6 июня), а в переводе означает «зерно в колосе». Первой половине соответствует Xiǎomǎn и назван вид Temnothorax xiaoman.